# Athlétisme aux Jeux olympiques d'été de 1988
Pour des articles plus généraux, voir Jeux olympiques d'été de 1988 et Athlétisme aux Jeux olympiques.
Navigation
Les épreuves d'athlétisme des Jeux olympiques d'été de 1988 ont eu lieu du 23 septembre au 2 octobre 1988 au Stade olympique de Séoul. 1 617 athlètes issus de 149 nations ont pris part aux 42 épreuves du programme (18 féminines et 24 masculines). La compétition, qui voit l'apparition au programme olympique du 10 000 mètres féminin, est marquée par l'amélioration de cinq records du monde et de vingt-cinq records olympiques.

## Faits marquants
- Le 10 000 mètres féminin figure pour la première fois au programme des Jeux olympiques.
- Doublé de Carl Lewis sur 100 m et au saut en longueur, avec en outre une deuxième place au 200 m[1].
- Disqualification pour dopage de Ben Johnson qui avait terminé en tête sur 100 m et avait battu le record du monde.
- Jackie Joyner-Kersee remporte deux médailles d'or au saut en longueur et à l’heptathlon.
- Les États-Unis remportent les trois médailles du 400 m hommes et du saut en longueur.
- L'URSS réalise le triplé au lancer du marteau et au saut à la perche.
- Florence Griffith-Joyner réalise le doublé 100 m et 200 m, mais ses performances sont suspectes et inégalées encore à ce jour.
- Les athlètes masculins du Kenya remportent les 800 m, 1 500 m, 3 000 m steeple et 5 000 m.

## Résultats

### Hommes
| Épreuves | Or | Argent | Bronze |
| --- | --- | --- | --- |
| 100 m détails | Carl Lewis 9 s 92 (WR)                                                                                               | Linford Christie 9 s 97 (AR)                                                                                    | Calvin Smith 9 s 99                                                                                             |
| 200 m détails | Joe DeLoach 19 s 75 (OR)                                                                                             | Carl Lewis 19 s 79                                                                                              | Robson da Silva 20 s 04                                                                                         |
| 400 m détails | Steve Lewis 43 s 87                                                                                                  | Harry Reynolds 43 s 93                                                                                          | Danny Everett 44 s 09                                                                                           |
| 800 m détails | Paul Ereng 1 min 43 s 45                                                                                             | Joaquim Cruz 1 min 43 s 90                                                                                      | Said Aouita 1 min 44 s 06                                                                                       |
| 1 500 m détails | Peter Rono 3 min 35 s 95                                                                                             | Peter Elliott 3 min 36 s 15                                                                                     | Jens-Peter Herold 3 min 36 s 21                                                                                 |
| 5 000 m détails | John Ngugi 13 min 11 s 70                                                                                            | Dieter Baumann 13 min 15 s 52                                                                                   | Hansjorg Kunze 13 min 15 s 73                                                                                   |
| 10 000 m détails | Brahim Boutayeb 27 min 21 s 46 (OR)                                                                                  | Salvatore Antibo 27 min 23 s 55                                                                                 | Kipkemboi Kimeli 27 min 25 s 16                                                                                 |
| Marathon détails | Gelindo Bordin 2 h 10 min 32 s                                                                                       | Douglas Wakiihuri 2 h 10 min 47 s                                                                               | Ahmed Saleh 2 h 10 min 59 s                                                                                     |
| 110 m haies détails | Roger Kingdom 12 s 98 (OR)                                                                                           | Colin Jackson 13 s 28                                                                                           | Tonie Campbell 13 s 38                                                                                          |
| 400 m haies détails | Andre Phillips 47 s 19 (OR)                                                                                          | Amadou Dia Ba 47 s 23                                                                                           | Edwin Moses 47 s 56                                                                                             |
| 3 000 m steeple détails | Julius Kariyuki 8 min 05 s 51 (OR)                                                                                   | Peter Koech 8 min 06 s 79                                                                                       | Mark Rowland 8 min 07 s 96                                                                                      |
| 4 × 100 m détails | Union soviétique Viktor Bryzhin Vladimir Krylov Vladimir Muravyov Vitaliy Savin 38 s 19                              | Grande-Bretagne Elliot Bunney John Regis Mike McFarlane Linford Christie 38 s 28                                | France Bruno Marie-Rose Daniel Sangouma Gilles Quénéhervé Max Morinière 38 s 40                                 |
| 4 × 400 m détails | États-Unis Danny Everett Steve Lewis Kevin Robinzine Harry Reynolds Antonio McKay* Andrew Valmon* 2 min 56 s 16 (WR) | Jamaïque Howard Davis Devon Morris Winthrop Graham Bertland Cameron Trevor Graham* Howard Burnett* 3 min 0 s 30 | Allemagne de l'Ouest Norbert Dobeleit Edgar Itt Jorg Vaihinger Ralf Lubke Mark Henrich* Bodo Kuhn* 3 min 0 s 56 |
| 20 km marche détails | Jozef Pribilinec 1 h 19 min 57 s (OR)                                                                                | Ronald Weigel 1 h 20 min 00                                                                                     | Maurizio Damilano 1 h 20 min 14 s                                                                               |
| 50 km marche détails | Vyacheslav Ivanenko 3 h 38 min 29 s (OR)                                                                             | Ronald Weigel 3 h 38 min 56                                                                                     | Hartwig Gauder 3 h 39 min 45 s                                                                                  |
| Saut en longueur détails | Carl Lewis 8,72 m | Mike Powell 8,49 m                                                                                              | Larry Myricks 8,27 m                                                                                            |
| Triple saut détails | Khristo Markov 17,61 m (OR)                                                                                          | Ihar Lapchyne 17,52 m                                                                                           | Aleksander Kovalenko 17,42 m                                                                                    |
| Saut en hauteur détails | Hennadiy Avdyeyenko 2,38 m (OR)                                                                                      | Hollis Conway 2,36 m                                                                                            | Rudolf Povarnitsyn 2,36 m                                                                                       |
| Saut en hauteur détails | Hennadiy Avdyeyenko 2,38 m (OR)                                                                                      | Hollis Conway 2,36 m                                                                                            | Patrik Sjöberg 2,36 m                                                                                           |
| Saut à la perche détails | Sergueï Bubka 5,90 m (OR)                                                                                            | Rodion Gataullin 5,85 m                                                                                         | Grigory Yegorov 5,80 m                                                                                          |
| Lancer du poids détails | Ulf Timmermann 22,47 m (OR)                                                                                          | Randy Barnes 22,39 m                                                                                            | Werner Günthör 21,99 m                                                                                          |
| Lancer du disque détails | Jürgen Schult 68,82 m (OR)                                                                                           | Romas Ubartas 67,48 m                                                                                           | Rolf Danneberg 67,38 m                                                                                          |
| Lancer du marteau détails | Sergey Litvinov 84,80 m (OR)                                                                                         | Youri Sedykh 83,76 m                                                                                            | Jüri Tamm 81,16 m                                                                                               |
| Lancer du javelot détails | Tapio Korjus 84,28 m                                                                                                 | Jan Železný 84,12 m                                                                                             | Seppo Räty 83,26 m                                                                                              |
| Décathlon détails | Christian Schenk 8 488 pts                                                                                           | Torsten Voss 8 399 pts                                                                                          | Dave Steen 8 328 pts                                                                                            |
| Records et Performances - AR : Record continental (area record) - CR : Record des championnats (championship record) - MR : Record du meeting (meet record) - NR : Record national (national record) - OR : Record olympique (olympic record) - PR : Record paralympique (paralympic record) - PB : Record personnel (personal best) - SB : Meilleure performance personnelle de la saison (season's best) - WL : Meilleure performance mondiale de l'année (world leader) - WJR : Record du monde junior (world junior record) - WR : Record du monde (world record) Circonstances et Conditions - DNF : N'a pas terminé (did not finish) - DNS : N'a pas pris le départ (did not start) - DQ : Disqualification (disqualification) - NM : Aucun essai valable enregistré (No Mark) - Q : Qualifié « directement » au prochain tour (ou à la prochaine compétition), lors d'une compétition majeure, grâce au classement ou à la réalisation des minima (automatic qualifier) - q : Qualifié au prochain tour (ou à la prochaine compétition), lors d'une compétition majeure, grâce au repêchage ou à la réalisation de l'une des meilleures performances parmi celles des « non qualifiés directement » (grâce au meilleur temps ou à la meilleure distance par exemple) (secondary qualifier) | | | |

* : relayeurs remplaçant mais médaillés

### Femmes
| Épreuves | Or | Argent | Bronze |
| --- | --- | --- | --- |
| 100 m détails | Florence Griffith-Joyner 10 s 54 (OR)                                                                                   | Evelyn Ashford 10 s 83 | Heike Drechsler 10 s 85                                                                                   |
| 200 m détails | Florence Griffith-Joyner 21 s 34 (WR)                                                                                   | Grace Jackson 21 s 72 | Heike Drechsler 21 s 95                                                                                   |
| 400 m détails | Olga Bryzgina 48 s 65 (OR)                                                                                              | Petra Muller 49 s 45 | Olga Nazarova 49 s 90                                                                                     |
| 800 m détails | Sigrun Wodars 1 min 56 s 10                                                                                             | Christine Wachtel 1 min 56 s 64 | Kim Gallagher 1 min 56 s 91                                                                               |
| 1 500 m détails | Paula Ivan 3 min 53 s 96 (OR)                                                                                           | Laimutė Baikauskaitė 4 min 00 s 24                                                                                                  | Tatyana Samolenko 4 min 00 s 30                                                                           |
| 3 000 m détails | Tatyana Samolenko 8 min 26 s 53 (OR)                                                                                    | Paula Ivan 8 min 27 s 15 | Yvonne Murray 8 min 29 s 02                                                                               |
| 10 000 m détails | Olga Bondarenko 31 min 05 s 21 (OR)                                                                                     | Liz McColgan 31 min 08 s 44 | Olena Zhupiyeva 31 min 19 s 81                                                                            |
| Marathon détails | Rosa Mota 2 h 25 min 40 s                                                                                               | Lisa Martin 2 h 25 min 53 s | Kathrin Dorre 2 h 26 min 21 s                                                                             |
| 100 m haies détails | Yordanka Donkova 12 s 38 (OR)                                                                                           | Gloria Siebert 12 s 61 | Claudia Zackiewicz 12 s 75                                                                                |
| 400 m haies détails | Debbie Flintoff-King 53 s 17 (OR)                                                                                       | Tatyana Ledovskaya 53 s 18 | Ellen Fiedler 53 s 63                                                                                     |
| 4 × 100 m détails | États-Unis Alice Brown Sheila Echols Florence Griffith-Joyner Evelyn Ashford Dannette Young* 41 s 98                    | Allemagne de l'Est Silke Möller Kerstin Behrendt Ingrid Lange Marlies Göhr 42 s 09                                                  | Union soviétique Lyudmila Kondratyeva Galina Malchugina Marina Zhirova Natalya Pomoschnikova 42 s 75      |
| 4 × 400 m détails | Union soviétique Tatyana Ledovskaya Olga Nazarova Mariya Pinigina Olga Bryzgina Lyudmyla Dzhygalova* 3 min 15 s 18 (WR) | États-Unis Denean Howard Diane Dixon Valerie Brisco-Hooks Florence Griffith Joyner Sherri Howard* Lillie Leatherwood* 3 min 15 s 51 | Allemagne de l'Est Dagmar Neubauer Kirsten Emmelmann Sabine Busch Petra Müller Grit Breuer* 3 min 18 s 29 |
| Saut en longueur détails | Jackie Joyner-Kersee 7,40 m (OR)                                                                                        | Heike Drechsler 7,22 m | Galina Chistyakova 7,11 m                                                                                 |
| Saut en hauteur détails | Louise Ritter 2,03 m (OR)                                                                                               | Stefka Kostadinova 2,01 m | Tamara Bykova 1,99 m                                                                                      |
| Lancer du poids détails | Natalya Lisovskaya 22,24 m                                                                                              | Kathrin Neimke 21,07 m | Li Meisu 21,06 m                                                                                          |
| Lancer du disque détails | Martina Hellmann 72,30 m (OR)                                                                                           | Diana Gansky 71,88 m | Tsvetanka Hristova 69,74 m                                                                                |
| Lancer du javelot détails | Petra Felke 74,68 m (OR)                                                                                                | Fatima Whitbread 70,32 m | Beate Koch 67,30 m                                                                                        |
| Heptathlon détails | Jackie Joyner-Kersee 7 291 pts (WR)                                                                                     | Sabine John 6 897 pts | Anke Behmer 6 858 pts                                                                                     |
| Records et Performances - AR : Record continental (area record) - CR : Record des championnats (championship record) - MR : Record du meeting (meet record) - NR : Record national (national record) - OR : Record olympique (olympic record) - PR : Record paralympique (paralympic record) - PB : Record personnel (personal best) - SB : Meilleure performance personnelle de la saison (season's best) - WL : Meilleure performance mondiale de l'année (world leader) - WJR : Record du monde junior (world junior record) - WR : Record du monde (world record) Circonstances et Conditions - DNF : N'a pas terminé (did not finish) - DNS : N'a pas pris le départ (did not start) - DQ : Disqualification (disqualification) - NM : Aucun essai valable enregistré (No Mark) - Q : Qualifié « directement » au prochain tour (ou à la prochaine compétition), lors d'une compétition majeure, grâce au classement ou à la réalisation des minima (automatic qualifier) - q : Qualifié au prochain tour (ou à la prochaine compétition), lors d'une compétition majeure, grâce au repêchage ou à la réalisation de l'une des meilleures performances parmi celles des « non qualifiés directement » (grâce au meilleur temps ou à la meilleure distance par exemple) (secondary qualifier) | | | |

* : relayeuses remplaçant mais médaillées

## Tableau des médailles

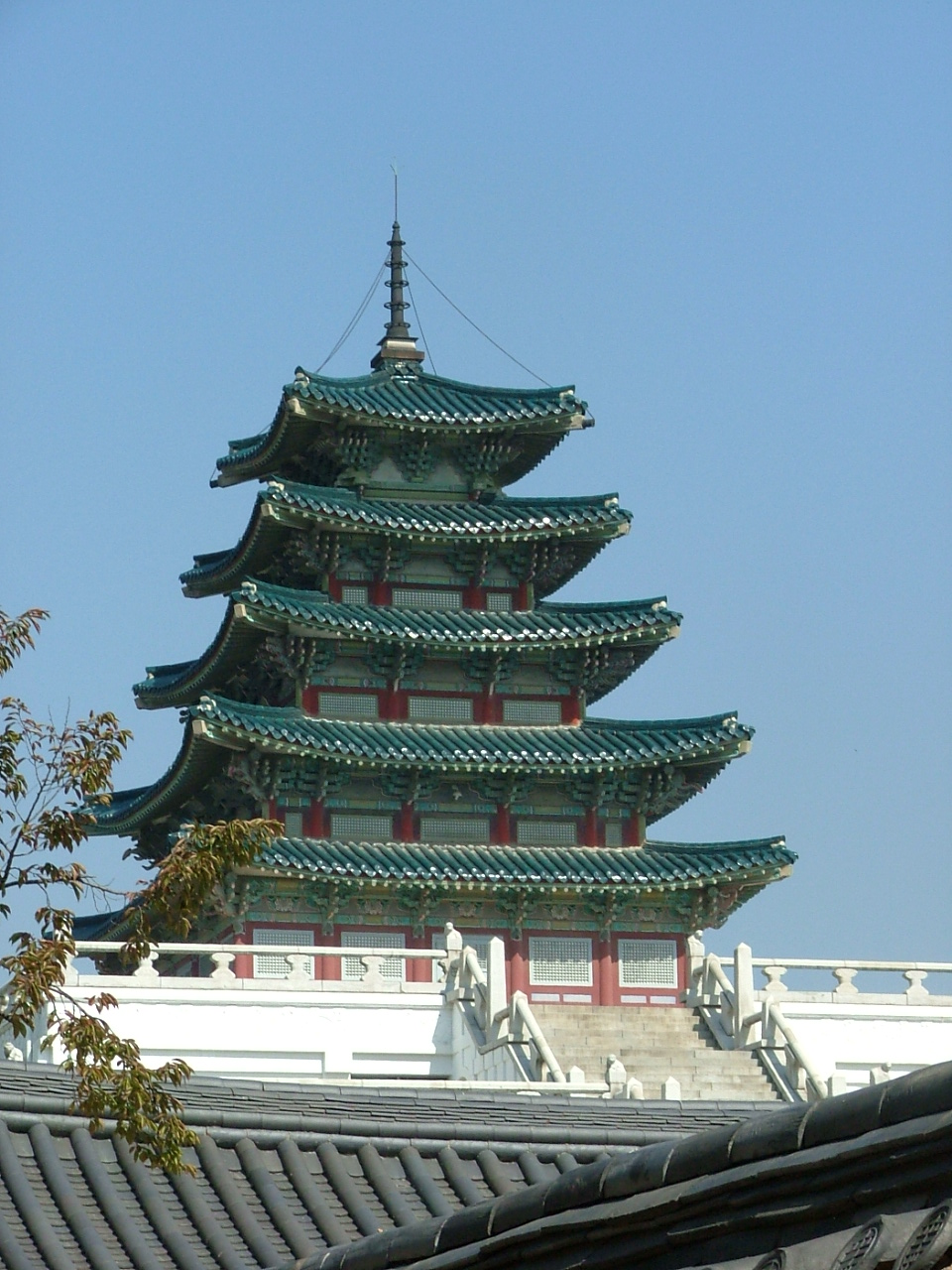
Séoul, ville olympique.

| Rang | Nation               | Or | Argent | Bronze | Total |
| ---- | -------------------- | -- | ------ | ------ | ----- |
| 1    | États-Unis           | 13 | 7      | 6      | 26    |
| 2    | Union soviétique     | 10 | 6      | 10     | 26    |
| 3    | Allemagne de l'Est   | 6  | 11     | 10     | 27    |
| 4    | Kenya                | 4  | 2      | 1      | 7     |
| 5    | Bulgarie             | 2  | 1      | 1      | 4     |
| 6    | Italie               | 1  | 1      | 1      | 3     |
| 7    | Roumanie             | 1  | 1      | 0      | 2     |
| 7    | Australie            | 1  | 1      | 0      | 2     |
| 7    | Tchécoslovaquie      | 1  | 1      | 0      | 2     |
| 10   | Finlande             | 1  | 0      | 1      | 2     |
| 10   | Maroc                | 1  | 0      | 1      | 2     |
| 12   | Portugal             | 1  | 0      | 0      | 1     |
| 13   | Royaume-Uni          | 0  | 6      | 2      | 8     |
| 14   | Jamaïque             | 0  | 2      | 0      | 2     |
| 15   | Allemagne de l'Ouest | 0  | 1      | 3      | 4     |
| 16   | Brésil               | 0  | 1      | 1      | 2     |
| 17   | Sénégal              | 0  | 1      | 0      | 1     |
| 18   | Canada               | 0  | 0      | 1      | 1     |
| 18   | Chine                | 0  | 0      | 1      | 1     |
| 18   | Djibouti             | 0  | 0      | 1      | 1     |
| 18   | France               | 0  | 0      | 1      | 1     |
| 18   | Suède                | 0  | 0      | 1      | 1     |
| 18   | Suisse               | 0  | 0      | 1      | 1     |